# Teinobasis gracillima
Teinobasis gracillima är en trollsländeart som beskrevs av Fraser 1926. Teinobasis gracillima ingår i släktet Teinobasis och familjen dammflicksländor. Inga underarter finns listade i Catalogue of Life.